# SV Concordia-Wehl
Concordia-Wehl is een Nederlandse amateurvoetbalclub uit Wehl in Gelderland, opgericht in 1914. Het eerste elftal van de club speelt in de Tweede klasse zondag (seizoen 2020/21).
Van 1968 tot 1989 speelde de club onafgebroken in de Derde klasse. In het seizoen 1969/70 werd hierin de beste prestatie geleverd. De club eindigde samen met Sportclub Doesburg en VVO op een gedeeld eerste plaats. In de daarop volgende play-offs eindigden alle duels in een gelijkspel en promoveerde Doesburg op basis van het doelsaldo in de reguliere competitie. In 1976 werd de Districtsbeker Oost voor zondagclubs gewonnen. In de finale werd met 1-0 gewonnen van VV Rheden, dat uitkwam in de Hoofdklasse.
Concordia-Wehl telt 11 seniorenteams, 3 35+ teams (heren en dames) en zo'n 30 jeugdteams (jongens en meisjes). Het tweede elftal speelt in de reserve Hoofdklasse, het 3e elftal in de reserve 2e klasse. De club speelt op sportpark De Grindslag in Wehl. Dit complex is gelegen aan de Doesburgseweg 20. Van de vijf officiële wedstrijdvelden zijn drie velden voorzien met verlichting. Vanaf seizoen 2018-2019 beschikken zij ook over een kunstgrasveld. Het complex is geheel vernieuwd in 1999. De accommodaties is een van de mooiste amateurcomplexen in de regio en heeft onder andere veertien kleedkamers.
In het begin van het seizoen ontvangen alle leden en sponsoren de presentatiegids en per mail ontvangen zij vier keer per seizoen een nieuwsbrief.
In augustus 2014 vierde de vereniging het 100-jarig jubileum met een feestweekend en een wedstrijd tegen Lucky-Ajax. 
De club organiseert voor haar leden allerlei activiteiten. Enkele bekende activiteiten zijn het snerttoernooi/snertloop in januari, indoor-out toernooi in juni en een jeugdtoernooi na afloop van de competitie. Ook worden er onder andere een bokbierdag, voetbalkwis en Ladies night gehouden in de kantine.

## Erelijst
KNVB district Oost
Vierde klasse
Kampioen in 1966 [D], 1968 [D], 1994 [D], 2007 [D]
Vijfde klasse
Kampioen in 2001 [D]
KNVB afdeling Gelderland
Eerste klasse
Kampioen in 1961 [E]
Tweede klasse
Kampioen in 1953 [J], 1958 [J]
RK Utrechtse Voetbalbond
Tweede klasse
Kampioen in 1934 [D]
Districtsbeker Oost (Zondagclubs)
Winnaar in 1976

## Competitieresultaten 1962–2018
| 3 4D |

| 4 4D |

| 4 4D |

| 5 4D |

| 1 4D |

| 12 3C |

| 1 4D |

| 4 3C |

| 3 3C |

| 9 3C |

| 5 3C |

| 8 3C |

| 5 3C |

| 4 3C |

| 5 3C |

| 2 3C |

| 8 3C |

| 2 3C |

| 6 3C |

| 3 3C |

| 10 3C |

| 4 3C |

| 3 3C |

| 6 3C |

| 7 3C |

| 9 3C |

| 8 3C |

| 11 3C |

| 2 4D |

| 6 4D |

| 5 4D |

| 2 4D |

| 1 4D |

| 12 3C |

| 9 4D |

| 10 4D |

| 5 4D |

| 11 4D |

| 3 5D |

| 1 5D |

| 6 4D |

| 4 4D |

| 2 4D |

| 2 4D |

| 2 4C |

| 1 4D |

| 11 3C |

| 1 4D |

| 5 3C |

| 4 3C |

| 8 2I |

| 5 2I |

| 10 2I |

| 11 1E |

| 5 2I |

| 4 2I |

| 12 2I |

| - 2I |

2006: de beslissingswedstrijd op 18 mei bij VVG '25 om het klassekampioenschap in zondag 4C werd met 1-3 verloren van SP Silvolde.
| Eerste klasse | Tweede klasse | Derde klasse | Vierde klasse | Vijfde klasse |

In elke staaf van de grafiek staat van boven naar beneden vermeld: 
- Eindnotering

Dit is de positie die de club heeft bereikt in de competitie, zonder eventuele beslissings-, play-off- of nacompetitiewedstrijden die nodig zijn geweest om bijvoorbeeld de kampioen van de competitie te bepalen.
Indien een * achter het getal staat is de notering een tussenstand en kan het zijn dat de notering niet overeenkomt met de uiteindelijke eindstand van de competitie.
Staat er een - dan is het seizoen nog bezig en is er geen definitieve uitslag bekend.
Staat er xx op de positie van de notering, dan heeft de club vroegtijdig de competitie verlaten. Dit kan onder andere komen door terugtrekking van het team, faillissement van de club of door een uitgedeelde straf van de KNVB. In veel gevallen staat elders in het artikel de reden vermeld.
Staat er een ? dan is het resultaat uit het verleden onbekend, en is alleen de competitie of het niveau bekend van dat seizoen.
In de seizoenen 2019/20 en 2020/21 werd wegens de coronacrisis het amateurvoetbal afgebroken. Daardoor kennen deze staven geen eindklassering (middels -- weergegeven).
- Competitieniveau en afdelingsletter of Officiële eindstand Eredivisie
  - Competitieniveau en afdelingsletter

Hierbij geeft het getal het niveau weer, dat ook terug te vinden is in de legenda. De letter is de afdelingsaanduiding en wordt gebruikt wanneer er meer afdelingen zijn op hetzelfde niveau. De afdelingsletter is altijd een hoofdletter en wordt meestal zonder nummer gebruikt.
Voorbeeld: 2F is niveau 2e klasse competitie F.
Het competitieniveau en nummer wordt niet vermeld wanneer er slechts één competitie van dit niveau was.
  - Officiële eindstand Eredivisie (getal staat tussen haakjes vermeld)

Sinds de introductie van play-offwedstrijden voor Europees voetbal na afloop van de reguliere competitie in 2005/06, is de KNVB verplicht een eindstand van de Eredivisie door te geven aan de UEFA aan de hand van deze play-offwedstrijden.
Bij deze eindstand staan clubs die zich hebben gekwalificeerd voor Europees voetbal hoger dan clubs die zich niet wisten te kwalificeren. Indien er geen verschil was tussen de eindnotering en de officiële eindstand, staat dit getal niet vermeld.

- Onderafdeling

Hier staat afgekort de naam van de onderafdeling indien de club in dat jaar in een onderafdeling uitkwam. Tevens staat deze afkorting in de legenda en wordt gelinkt naar het artikel over deze onderafdeling. Deze afkorting wordt alleen vermeld wanneer de club in het verleden in verschillende onderafdelingen heeft gespeeld. Deze vermelding is in de staaf altijd in kleine letters. Deze onderafdelingen zijn na het seizoen 1995/96 afgeschaft. Heeft de club in slechts één onderafdeling gespeeld, dan is dit alleen terug te vinden in de legenda.
Onder de staaf staat het jaartal vermeld waarin het seizoen is afgesloten. 15 verwijst naar het seizoen 2014/15 of eventueel het seizoen 1914/15.
Wanneer een staaf leeg is, zijn deze gegevens niet bekend. Het kan ook zijn dat de club dat seizoen niet heeft meegespeeld op het hogere amateurniveau, vroegtijdig de competitie heeft verlaten of uit de competitie is gezet.

In het seizoen 1944/45 was er wegens de Tweede Wereldoorlog geen regulier competitievoetbal.

## Oud-spelers
- Arjan Goorman (jeugd)
- Jochem Jansen (jeugd)
- Tim Sanders (jeugd)

Concordia-Wehl · Doetinchem · DZC '68 · De Graafschap · SVDW '75 · VIOD · VVG '25

Voormalige clubs: FC Gelre